# Bayingolin
Bayingolin är en mongolisk autonom prefektur i Xinjiang i nordvästra Kina. Den är den till ytan största autonoma prefekturen i Kina och huvudstaden är Korla. Bayingolin betyder "rik flod" på mongoliska.

## Geografiska förhållanden
Taklamakanöknen utgör stor del av prefekturens yta och den uttorkade saltsjön Lop Nor och ruinstaden Loulan är belägna i prefekturen. Sedan 1964 har den Andra artillerikåren genomfört kärnvapenprov i ett område nära Lop Nor.
Trots att mongolerna är den titulära nationaliteten i den autonoma prefekturen utgör de endast litet mer än 4 procent av befolkningen, medan befolkningsmajoriteten består av hankineser och uigurer. Prefekturens ställning som autonomt område är en konsekvens av den kinesiska centralregeringens strävan att skapa regionala motvikter till den uiguriska folkgruppen i Xinjiang.

## Adninstrativ indelning
Bayingol är indelad i en stad på häradsnivå, sex härad och ett autonomt härad.
|    |                                        |                |                       |                               |                              |            |                   |            |                          |
| Nr | Namn                                   | Kinesiska      | Pinyin                | Uiguriska (arabisk skrift)    | Uiguriska (latinsk skrift)   | Mongoliska | Befolkning (2010) | Area (km²) | Befolkningstäthet (/km²) |
| 1  | Korla                                  | 库尔勒市       | Kù'ěrlè shì           | كورلا شەھىرى                  | Korla shehiri                | ᠬᠣᠷᠣᠯ ᠬᠣᠲᠠ | 549 324           | 7 219      | 76                       |
| 2  | Bügür härad                            | 轮台县         | Lúntái xiàn           | بۈگۈر ناھىيىسى                | Bügür nahiyisi               |            | 116 166           | 14 185     | 8,2                      |
| 3  | Lopnur härad                           | 尉犁县         | Yùlí xiàn             | لوپنۇر ناھىيىسى               | Lopnur nahiyisi              |            | 96 068            | 59 402     | 1,6                      |
| 4  | Chaqiliq härad                         | 若羌县         | Ruòqiāng xiàn         | چاقىلىق ناھىيىسى              | Chaqiliq nahiyisi            |            | 35 580            | 199 222    | 5,6                      |
| 5  | Cherchen härad                         | 且末县         | Qiěmò xiàn            | چەرچەن ناھىيىسى               | Cherchen nahiyisi            |            | 65 572            | 138 680    | 2,1                      |
| 6  | Hejing härad                           | 和静县         | Héjìng xiàn           | خېجىڭ ناھىيىسى                | Xéjing nahiyisi              |            | 160 804           | 34 984     | 4,6                      |
| 7  | Xoshut härad                           | 和硕县         | Héshuò xiàn           | خوشۇت ناھىيىسى                | Xoshut nahiyisi              |            | 72 556            | 12 754     | 5,7                      |
| 8  | Baghrash härad                         | 博湖县         | Bóhú xiàn             | باغراش ناھىيىسى               | Baghrash nahiyisi            |            | 54 788            | 3 597      | 15,2                     |
| 9  | Det huikinesiska autnoma häradet Yanqi | 焉耆回族自治县 | Yānqí Huízú zìzhìxiàn | يەنجى خۇيزۇ ئاپتونوم ناھىيىسى | Yenji Xuyzu aptonom nahiyisi |            | 127 628           | 2 429      | 52,5                     |